# Гайовий Антон Іванович
Антон Іванович Гайовий (4 [17] січня 1907, Залізне — 3 липня 1962, Київ) — український радянський політичний діяч, секретар ЦК КПУ. Депутат Верховної Ради УРСР 2—3-го та 5-го скликань. Депутат Верховної Ради СРСР 2—6-го скликань. Член ЦК КПРС (1956—1962). Член ЦК КПУ (1940—1962). З 26 грудня 1957 по 3 липня 1962 року — член Президії ЦК Компартії України.

## Життєпис
Народився в селі Залізне Бахмутського повіту Катеринославської губернії (тепер селище Нью-Йорк Торецької громади Донецької області) у родині селянина-бідняка. Закінчив початкову церковноприходську школу.
Трудову діяльність розпочав у 1919 році відгрібальником вугілля на шахті Панасенка у місті Горлівці.
У квітні 1919 — березні 1930 року — учень, ливарник-шишельник ливарного цеху Горлівського машинобудівного заводу. У березні 1930 — червні 1931 року — цеховий профорг Горлівського машинобудівного заводу.
Член ВКП(б) з липня 1930 року.
У червні 1931 — серпні 1933 року — помічник начальника цеху Горлівського машинобудівного заводу Донецької області. У серпні 1933 — червні 1936 року — голова заводського комітету профспілки Горлівського машинобудівного заводу імені Кірова.
У червні 1936 — квітні 1937 року був головою Горлівської міської Ради профспілок Донецької області.
У червні — вересні 1937 року — секретар комітету КП(б)У Горлівського машинобудівного заводу імені Кірова.
У вересні 1937 — червні 1938 року — 2-й, 1-й секретар Горлівського міського комітету КП(б)У Донецької області.
У червні 1938 — січні 1939 року — 3-й секретар Сталінського обласного комітету КП(б)У. У січні — грудні 1939 року — 2-й секретар Сталінського обласного комітету КП(б)У. Одночасно навчався у Донецькому інституті господарників у місті Сталіно.
З грудня 1939 року до листопада 1940 року — голова виконавчого комітету Сталінської обласної Ради депутатів трудящих. З 17 травня 1940 до 3 липня 1962 року — член ЦК Компартії України.
З 23 листопада 1940 до 5 вересня 1951 року — 1-й секретар Ворошиловградського обласного комітету КП(б)У. Одночасно до січня 1950 року — 1-й секретар Ворошиловградського міського комітету КП(б)У.
З липня 1942 по січень 1943 року — член Військової ради 21-ї армії по тилу. З 2 жовтня 1942 по 29 червня 1943 року — член нелегального ЦК Компартії України.
У 1950 році закінчив екстерном Ворошиловградський гірничий технікум.
З вересня 1951 до травня 1952 року — слухач Курсів перепідготовки 1-х секретарів обкомів, крайкомів і ЦК компартій при Вищій партійній школі ЦК ВКП(б).
З 29 квітня 1952 до 20 грудня 1957 року — 1-й секретар Запорізького обласного комітету Компартії України.
З 20 грудня 1957 по 24 травня 1961 року — 1-й секретар Дніпропетровського обласного комітету Компартії України.
Одночасно з червня 1958 року — член Військової ради 6-ї танкової армії Київського військового округу.
З 19 травня 1961 по 3 липня 1962 року — секретар ЦК Комуністичної партії України.

Могила Антона Гайового

Помер 3 липня 1962 року в Києві. Похований на Байковому кладовищі.

## Нагороди
- чотири ордени Леніна (1957)
- орден Трудового Червоного Прапора
- орден Червоної Зірки (13.09.1943)
- медаль «За оборону Сталінграда» (1945)
- медаль «За перемогу над Німеччиною у Великій Вітчизняній війні 1941—1945 рр.» (1945)
- медаль «За доблесну працю у Великій Вітчизняній війні 1941—1945 рр.» (1945)
- медалі